# رومانو اسگیز
رومانو اسگیز (به انگلیسی: Romano Sgheiz) (زادهٔ ۲۸ ژوئن ۱۹۳۷) شناگر اهل ایتالیا است.